# 東京エレクトロン デバイス
東京エレクトロン デバイス株式会社（とうきょうエレクトロン デバイス、英: Tokyo Electron Device Limited）は、日本の東京都渋谷区桜丘町に本社を置く東京エレクトロングループの企業である。東京証券取引所プライム市場上場。JPX日経インデックス400指数構成銘柄。

## 概要
- 東京エレクトロンが創業当初から行ってきた、ICや一般電子部品等を販売する半導体商社部門を独立する形で設立された。

- 2006年には東京エレクトロンからコンピュータシステム関連事業を継承し、情報通信機器やセキュリティソリューションの販売や保守サービス等も行っている。
- 現在は半導体製品を主力とした産業用エレクトロニクス製品の販売・技術サポートに加え、VLSIやFPGA等の基板製品、及び半導体ウェハ外観検査装置の製造・販売等を行っている。

## 沿革
- 1965年 - 東京エレクトロン株式会社で電子部品（フェアチャイルド社など）の販売を開始。
- 1985年 - 東京エレクトロン横浜事業所（現在のエンジニアリングセンター）を開設。
- 1986年3月 - 東京エレクトロン株式会社の出資によりテル管理サービス株式会社設立。
- 1998年7月 - 東京エレクトロン株式会社から電子部品部門を営業譲渡。
- 1990年9月 - テル管理サービス株式会社から現社名の東京エレクトロン デバイスに社名変更。
- 2003年3月 - 東京証券取引所2部上場。
- 2004年
  - 1月 - 上海に子会社のTokyo Electron Device (Shanghai) Limited（通称：TED上海）を設立。
  - 6月 - 自社ブランド「inrevium(インレビアム)」の事業開始。
- 2005年1月 - 香港に子会社のTokyo Electron Device Hong Kong Limited（通称：TED香港）を設立。
- 2006年10月 - 東京エレクトロン株式会社からコンピュータ・ネットワーク事業を承継、販売開始。
- 2008年
  - 1月 - シンガポールに子会社のTokyo Electron Device Singapore Pte. Ltd.（通称：TEDシンガポール）を設立。
  - 2月 - 主にテキサス・インスツルメンツ社製品を販売する国内販売子会社のパネトロン株式会社を設立。
- 2010年12月24日 - 東京証券取引所1部へ指定替え。
- 2012年3月 - TED香港をTokyo Electron Device Asia Pacific Limited（通称：TED APAC）に改称。
- 2013年9月 - アメリカ・シリコンバレーにinrevium AMERICA,Inc.（後のTOKYO ELECTRON DEVICE AMERICA, INC.）を設立。
- 2014年5月 - カナダのFidus Systems社との資本提携を完了。
- 2015年8月 - タイランドに子会社のTokyo Electron Device (Thailand) Limited（通称：TEDタイ）を設立。
- 2016年
  - 4月 - アメリカ・シリコンバレーにTOKYO ELECTRON DEVICE CN AMERICA, INC.(通称：TED CN アメリカ)を設立。
  - 8月 - 株式会社アバールデータとの資本提携を完了。
- 2017年7月 - 株式会社アバール長崎（後の東京エレクトロン デバイス長崎株式会社）の株式取得を完了し、連結子会社化。
- 2018年7月 - 株式会社ファーストの株式取得を完了し、連結子会社化。パネトロン株式会社を解散。

## 事業分野

### 半導体及び電子デバイス
半導体製品、ボード・電子部品、ソフトウェア・サービスの販売及びプライベートブランド製品の製造・販売等

### コンピュータシステム
ネットワーク関連製品、ストレージ関連製品、セキュリティ関連製品の販売及び保守・監視サービス等。

## 事業所
- 本社 - 東京都渋谷区桜丘町
- 支社・営業所
  - 新宿サポートセンター - 東京都新宿区西新宿
  - エンジニアリングセンター - 神奈川県横浜市都筑区東方町
  - 横浜港北物流センター - 神奈川県横浜市都筑区東方町
  - 仙台オフィス - 宮城県仙台市宮城野区榴岡
  - いわきオフィス - 福島県いわき市平字大町
  - 水戸オフィス - 茨城県水戸市泉町
  - 大宮オフィス - 埼玉県さいたま市大宮区桜木町
  - 立川オフィス - 東京都立川市曙町
  - 松本オフィス - 長野県松本市中央
  - 浜松オフィス - 静岡県浜松市中央区板屋町
  - 名古屋オフィス - 愛知県名古屋市西区名駅
  - 大阪オフィス - 大阪市中央区城見
  - 福岡オフィス - 福岡県福岡市中央区天神
  - 伊万里オフィス - 佐賀県伊万里市新天町

## グループ会社

### 日本
- 東京エレクトロン デバイス長崎株式会社 - 産業用電子機器の開発・設計・製造・販売
- 株式会社ファースト - 半導体等の電子部品の販売

### 米国
- TOKYO ELECTRON DEVICE AMERICA, INC. - 半導体等の電子部品の販売、開発ビジネスおよびマーケティング
- Fidus Systems Inc. - 電子機器のデザインサービス（設計受託）およびコンサルティング

### アジア
- TOKYO ELECTRON DEVICE ASIA PACIFIC LIMITED - 半導体等の電子部品の販売
SHENZHEN REPRESENTATIVE OFFICE
SEOUL REPRESENTATIVE OFFICE
TAIPEI REPRESENTATIVE OFFICE
- TOKYO ELECTRON DEVICE SINGAPORE PTE. LTD. - 半導体等電子部品のセールスサポート
PHILIPPINES REPRESENTATIVE OFFICE
- TOKYO ELECTRON DEVICE（SHANGHAI）LIMITED - 半導体等電子部品のセールスサポート
DALIAN BRANCH
- TOKYO ELECTRON DEVICE (THAILAND) LIMITED  - 半導体等の電子部品及び環境関連商材の販売
- Newtouch Electronics (Shanghai) Co.,Ltd. - 半導体等の回路設計・開発およびソフトウェアの設計・開発
- Newtouch Electronics (Wuxi) Co.,Ltd. - 半導体等の回路設計・開発およびソフトウェアの設計・開発